# Patty Weaver
Pour les articles homonymes, voir Weaver.
Patty Weaver, née le 23 septembre 1949 à Clarksburg, est une actrice américaine qui interprète le rôle de Gina Roma dans le feuilleton Les Feux de l'amour sur la base d'un contrat de 1982 à août 2005, date à laquelle elle a rendu son personnage récurrent.

## Carrière
Avant son rôle dans Les Feux de l'amour, Weaver a interprété le personnage de Trish Clayton Banning dans Des jours et des vies de 1974 à 1982. Avant de commencer sa carrière d'actrice, Weaver a formé un groupe de rock 'n roll appelé The Loved Ones. Elle a continué sa carrière de chanteuse et a produit quelques albums.
Elle a commencé son métier d'actrice en apparaissant dans des séries télévisées, comme Maude and All in the Family. Elle reste occupée dans un night club à Las Vegas et à Atlantic City. Elle vit dans le sud de la Californie avec son époux, Jerry Birn, ancien scénariste des Feux de l'amour.

## Rôles
- 1973 : All in the Family : Joanie (saison 3, épisode 17)
- 1974-1982 : Des jours et des vies : Trish Clayton (701 épisodes)
- 1975 : Huckleberry Finn : Mary Jane (téléfilm)
- 1983-1984, 1986-2009, 2013, 2023 : Les Feux de l'amour : Gina Roma
- 2001 : Spyder Games : Bernadette (épisode 53)
- 2003 : New York, unité spéciale : la réceptionniste de l'hôpital (saison 4, épisode 14)
- 2006 : Mariage contrarié : Vendeuse de robe (téléfilm)
- 2007 : Have a Nice Death : Susan Wonderbread (court-métrage)